# Коваленко, Виктор Владимирович
Виктор Владимирович Коваленко (укр. Віктор Володимирович Коваленко; род. 5 августа 1950, Днепропетровск, Украина) — советский яхтсмен, советский, украинский и австралийский тренер по парусному спорту.
На постсоветском пространстве Виктора Коваленко именуют «Кремень», за границей — «medal-maker» (человек, который делает медали).

## Биография
Родился 5 августа 1950 года в Днепропетровске. В возрасте 12 лет начал заниматься парусным спортом в местном клубе «Метеор». Член сборной команды СССР по парусному спорту в классах гоночных яхт Летучий голландец и Дракон с 1973 года. В 1974 году вместе с Валерием Майданом выиграл национальный чемпионат в классе гоночных яхт Летучий голландец. В том же году прекратил выступления для того, чтобы завершить образование в Николаевском государственном педагогическом институте со спортивной специализацией. Далее перешёл в класс гоночных яхт 470. Коваленко стал чемпионом СССР в классе 470 совместно с яхтсменом Михаилом Кудрявцевым.
В 1978 году встретился с будущей женой Татьяной Савенковой, которая была тренером до того, как стать учителем начальной школы. Есть сын Владимир 
В связи с бойкотом СССР Олимпийских игр 1984 года сборная команда была расформирована, и Коваленко сконцентрировался на тренерской работе.

## Карьера тренера
В 1983 стало известно, что на Олимпийских играх 1988 года впервые будут выступать женщины в классе гоночных яхт 470. Через 4 года команда в составе Ларисы Москаленко и Ирины Чуниховской завоевала бронзовые медали Олимпийских игр.
В 1991 году Коваленко начал тренировать мужскую и женскую команды Украины в классе гоночных яхт 470. Денег перед Олимпиадой выделялось мало, и тренерский штаб решил сделать ставку как раз на этот класс. В Германии были куплены две яхты по 15 000 долларов каждая и обеспечена подготовка спортсменов .
В итоге на Олимпийских играх 1996 года мужская команда в составе  Евгения Браславца и Игоря Мавтиенко завоевала золотые медали, а женская команда в составе Русланы Таран и Елены Пахольчик завоевала бронзовые медали.
Заслуженный тренер Украины .
В 1997 году избран вице-президентом Федерации парусного спорта Украины .
Парусный спорт потерял государственную поддержку. На предложение австралийской стороны Коваленко дал утвердительный ответ и в 1997 году переехал в Сидней. Позже в Австралию пригласил Евгения Браславца . Стал главным тренером Австралии по парусному спорту.
Вице-президентом Федерации парусного спорта Украины в период 1998—2001 годов, член тренерского совета Федерации парусного спорта Украины потому.
Его дебют в качестве тренера Австралии на Олимпийских играх 2000 года оказался успешным. Мужская команда в составе Тома Кинга и Марка Тернбулла завоевала золотые медали. Женская команда в составе Дженни Армстронг и Белинды Стоуэлл также завоевала золотые медали.
На Олимпийских играх 2004 года воспитанники не смогли взойти на пьедестал.
На Олимпийских играх 2008 года мужская команда в составе Нейтана Вилмо и Малкома Пейджа завоевала золотые медали, женская команда в составе Элис Речичи и Тессы Паркинсон также завоевала золотые медали.
На Олимпийских играх 2012 года мужская команда в составе Мэтью Белчера и Малкома Пейджа завоевала золотые медали.
На олимпийских играх в Рио мужской экипаж взял серебро. 
Таким образом, подопечные Виктора Коваленко завоевали 6 золотых одну серебряную  и 3 бронзовые награды на Олимпийских играх.
20 Чемпионов  Мира и 16 чемпионов Европы

## Награды и титулы
- «Тренер 2008 года» по версии Австралийского института спорта. англ.
- Орден «За заслуги» III степени (24 августа 2021 года, Украина) — за весомый личный вклад в развитие межгосударственного сотрудничества, укрепление международного авторитета Украины, популяризацию её историко-культурного наследия[7]